# Буковинський полк
Буковинський полк — військова одиниця Війська Запорозького на Буковині. Існував в кінці 1648 року.

## Історія
В роки національно-визвольної війни українського народу під керівництвом Богдана Хмельницького (1648—1657) у складі козацько-селянських військ перебувала значна частина буковинців, які утворили власний полк, що брав участь у облозі Львова 1648 року.